# Список умерших в 1781 году
В этой статье представлен список известных людей, умерших в 1781 году.
См. также: Категория:Умершие в 1781 году

## Январь
- 15 января — Марианна Виктория Испанская — испанская инфанта.